# Мішин Іван Віталійович
Мішин Іван Віталійович (31 березня 1985, Одеса, Українська РСР, нині Україна) — український ралійний гонщик, майстер спорту України міжнародного класу, віце-чемпіон України з ралі, чемпіон Європи з ралі в заліку ERC Production Cup, пілот ралійної команди The Boar ProRacing.

## Кар'єра в автомобільному спорті

### Чемпіонат України з ралі
Вся спортивна кар'єра Івана Мішина нерозривно пов'язана з кар'єрою його друга дитинства Виталія Пушкаря. Друзі разом починали їздити на гонки як вболівальники, і також разом дебютували у професійному ралі як екіпаж, де Віталій взяв на себе роль пілота, а Іван — штурмана. Першим автомобілем одеситів стала повнопривідна дволітрова Subaru Impreza, на якій до цього виступав одеський спортсмен Ігор Чаповський.
|  | Коли в Ігора (Чаповського) з'явилась нова машина, стара лишилась стояти в гаражі. І ми всі разом переконали тата Віталіка дозволити один раз на ній проїхати. Тільки один раз, просто спробувати. Це було на ралі «Акерман», першому етапі чемпіонату України 2009 року. Тато приїхав на гонку, вболівав за нас. Ми вдало фінішували, і тоді нам дозволили проїхати ще одну гонку. Потім ще, і ще... І так ми проїхали весь сезон без жодної аварії. |

Протягом сезону 2009 року екіпаж Пушкаря та Мішина 11 разів вийшов на старт ралійних змагань — і лише одного разу, на ралі «Буковина», не дістався фінішу через технічні негаразди. Подібна стабільність допомогла друзям вже в першій рік виступів стати переможцями чемпіонату України в класі У12.

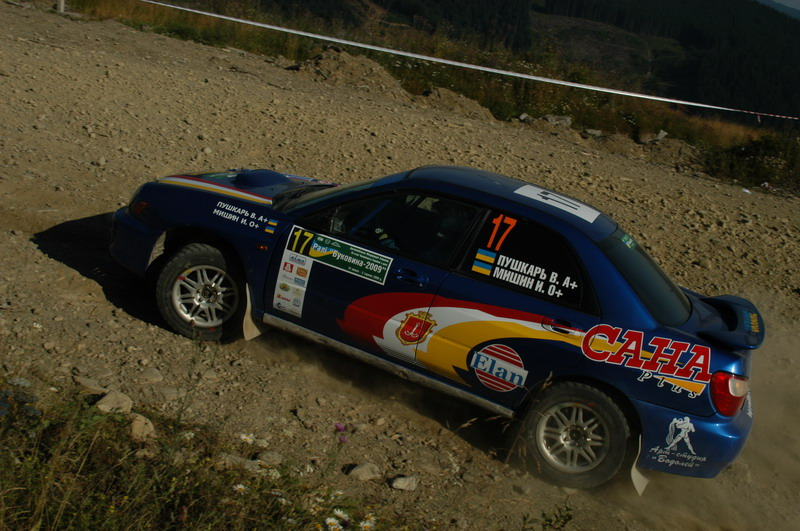
Екіпаж Віталія Пушкаря та Івана Мішина на ралі «Буковина», Чернівці, 2009 рік

Вирішивши продовжувати заняття автоспортом на більш високому рівні, екіпаж оновлює техніку — на зміну застарілій Subaru Impreza приходить сучасніший Mitsubishi Lancer Evo IX, який дозволяє почати боротьбу за перемоги в національних українських змаганнях. Результати не змушують на себе чекати: за підсумками сезону-2010 Пушкар та Мішин потрапляють в топ-десятку найшвидших екіпажів України. Ще через рік одесити піднімаються на щабель вище, в першу п'ятірку чемпіонату, а також виграють свій перший міжнародний трофей — Кубок Дружби, який проводиться спільно автомобільними федераціями України, Росії та Білорусі.
Найуспішнішим на домашній арені для одеситів стає сезон 2013 року, в ході якого Пушкар та Мішин в складі команди Odessa Rally Team ведуть боротьбу за чемпіонський титул в абсолютному заліку чемпіонату України. Перемога в ралі «Чумацький Шлях» та третє місце в ралі «Маріуполь» роблять екіпаж одним з фаворитів чемпіонату, але прикрий схід на ралі «Галіція» послаблюють його позиції. Доля чемпіонства вирішується на івано-франківському ралі «Трембіта», яке Віталій та Іван виграють — втім, для здобуття титулу цього виявляється недостатньо. Чемпіоном України в класі 3 стає другий екіпаж команди, Юрій Кочмар та Сергій Коваль, тоді як Пушкар та Мішин отримують звання віце-чемпіонів країни.

### Інтерконтинентальна Ралійна Першість IRC
Починаючи з 2010 року Пушкар та Мішин все частіше беруть участь в міжнародних змаганнях. І якщо спочатку мова йде виключно про окремі виїзди на гонки чемпіонатів Латвії та Естонії, то в 2012 році, в співпраці з литовською командою ProRacing, спортсмени стартують в Інтерконтинентальній Ралійній Першості IRC — другому за рівнем турнірі після чемпіонату світу WRC.
Поступово опановуючи нову, десяту еволюцію Mitsubishi Lancer, одесити виграють свою першу велику міжнародну гонку — румунське Rally Sibiu та закінчують сезон на 6-й позиції в «серійному» заліку IRC Production. Цей успіх залишиться найвищим досягненням українців в даній серії, оскільки наприкінці 2012 року за ініціативою компанії Eurosport Events відбувається злиття IRC и раллійного чемпіонату Європи ERC.

### Чемпіонат Європи ERC

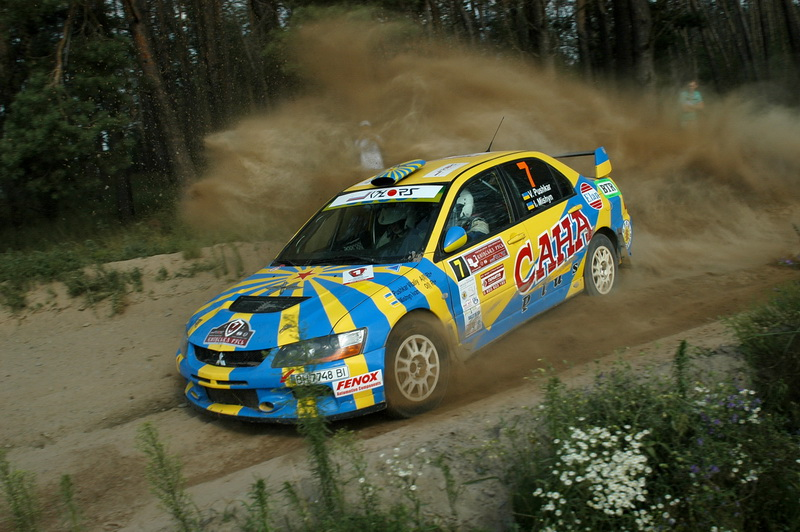
Екіпаж Віталія Пушкаря та Івана Мішина на ралі «Київська Русь», Київ, 2011 рік

Чемпіонат Європи 2013 року починається для екіпажа Пушкаря та Мішина з впевненого п'ятого місця в латвійському ралі «Лієпая», однак розвинути успіх не вдається. Дострокові сходи на ралі Азорських островів, в Бельгії та Румунії змушують одеситів відкласти штурм європейської першості на рік та зосередитись на чемпіонаті України.
На відміну від попереднього, сезон-2014 Виталій та Іван починають з дострокового сходу на австрійському «Яннер Ралі», але за ним слідує низка успіхів: друге місце на вже добре знайомому ралі «Лієпая» та перемога в грецькому ралі «Акрополіс». В другій половині сезону стає ясно, що саме українці, разом з чеським екіпажем Мартіна Худєца та Петра Пічкі, є основними претендентами на чемпіонство. Все вирішується на двох останніх етапах серії в Швейцарії та на Корсиці, де одесити впевнено переграють своіх опонентів. У підсумку, здобувши 167 очок, Віталій Пушкар та Іван Мішин стають першими українськими спортсменами (та першими спортсменами з країн колишнього СРСР), яким вдається стати чемпіонами Європи з ралі у заліку ERC Production Cup.

## Виступи з іншими пілотами
Протягом 79 гонок, проведених за кар'єру, Іван Мішин лише тричі виходив на старт не з Віталієм Пушкарем. Двічі його пілотом був ще один одеський гонщик, Дмитро Роткевич, в парі з яким було виграно білоруське ралі «Браслав». Крім того, одного разу Іван стартував як штурман багаторазового чемпіона України з ралі Олександра Салюка-молодшого, разом з яким вони взяли участь в етапі IRC, ралі Корсики 2012 року. Дана гонка закінчилась для екіпажу сходом на п'ятій спецділянці через проблеми з технікою.

## Результати в міжнародних серіях

### IRC
| Рік  | Учасник           | Автомобіль               | 1   | 2   | 3   | 4      | 5      | 6      | 7   | 8     | 9   | 10     | 11  | 12     | 13     | Поз. | Очки |
| ---- | ----------------- | ------------------------ | --- | --- | --- | ------ | ------ | ------ | --- | ----- | --- | ------ | --- | ------ | ------ | ---- | ---- |
| 2012 | Odessa Rally Team | Mitsubishi Lancer Evo IX | POR | ESP | IRL | FRA Сх | ITA 23 | BEL 31 | SMR | ROU 4 | CZE | UKR Сх | BGR | ITA 25 | CYP 20 | 33-й | 12   |

### ERC
| Рік  | Учасник            | Автомобіль              | 1      | 2      | 3   | 4      | 5   | 6      | 7      | 8      | 9      | 10    | 11     | 12     | Поз. | Очки |
| ---- | ------------------ | ----------------------- | ------ | ------ | --- | ------ | --- | ------ | ------ | ------ | ------ | ----- | ------ | ------ | ---- | ---- |
| 2013 | The Boar ProRacing | Mitsubishi Lancer Evo X | AUT    | LAT 12 | ESP | POR Сх | FRA | BEL Сх | ROU Сх | CZE    | POL    | CRO   | ITA    | ITA    | 81-й | 1    |
| 2014 | The Boar ProRacing | Mitsubishi Lancer Evo X | AUT Сх | LAT 8  | ROU | GRC 13 | IRL | POR Сх | BEL 16 | EST 13 | CZE Сх | CYP 9 | ITA 16 | FRA 17 | 37-й | 14   |

### ERC Production Cup
| Рік  | Учасник            | Автомобіль              | 1      | 2     | 3   | 4      | 5   | 6      | 7      | 8     | 9      | 10    | 11    | 12    | Поз. | Очки |
| ---- | ------------------ | ----------------------- | ------ | ----- | --- | ------ | --- | ------ | ------ | ----- | ------ | ----- | ----- | ----- | ---- | ---- |
| 2013 | The Boar ProRacing | Mitsubishi Lancer Evo X | AUT    | LAT 5 | ESP | POR Сх | FRA | BEL Сх | ROU Сх | CZE   | POL    | CRO   | ITA   | ITA   | 24-й | 25   |
| 2014 | The Boar ProRacing | Mitsubishi Lancer Evo X | AUT Сх | LAT 2 | ROU | GRC 1  | IRL | POR Сх | BEL 6  | EST 5 | CZE Сх | CYP 4 | ITA 3 | FRA 2 | 1-й  | 167  |

## Статистика та рекорди
За період з 2009 по 2022 роки Іван Мішин 148 разів виходив на старт ралійних змагань різного рівня. Це дозволяє йому посідати 6-й рядок в символічному «Клубі 100», до якого входять українські спортсмени, що мають на рахунку понад 100 стартів в ралі.
На даний момент, маючи за плечима 76 спільних стартів, екіпаж Пушкар/Мішин посідає друге місце серед українських тандемів за кількістю проведених разом гонок, поступаючись лише дуету Валерія Горбаня та Євгена Леонова, на рахунку яких — 86 спільних стартів.